# Kimbra
Kimbra, pseudonimo di Kimbra Lee Johnson (Hamilton, 27 marzo 1990), è una cantautrice neozelandese.
Sale alla ribalta tra il 2011 e il 2012, grazie alla sua collaborazione nella celeberrima canzone Somebody That I Used to Know di Gotye, la quale regala ad entrambi la fama a livello globale. Costellati sin da subito di variegati riconoscimenti, la cantante può vantare ben due Grammy Awards, entrambi vinti grazie al singolo, nelle categorie registrazione dell'anno e miglior performance di un duo o un gruppo. Così facendo, è divenuta la terza artista della sua nazione a conseguire tale premio nel corso della storia.
È divenuta nota anche per aver intrapreso una carriera solista: pubblica infatti il suo album in studio di debutto, Vows, nel 2011 in Oceania e rielaborato in una nuova versione resa disponibile l'anno successivo nel resto del mondo, riscuotendo un buon esito commerciale. Nell'agosto del 2014, dopo essersi parzialmente allontanata dalle scene musicali per circa tre anni, rilascia The Golden Echo, il suo secondo progetto discografico. Esso è stato accolto da un buon responso da parte della critica.

## Biografia

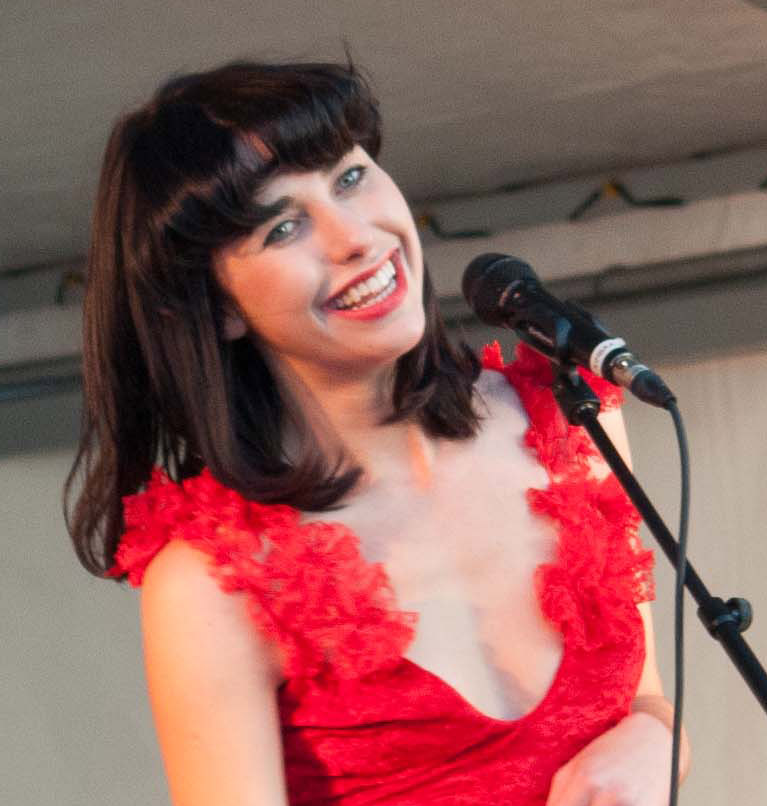
Kimbra in concerto ad Auckland, NZ

Kimbra Lee Johnson è nata e cresciuta a Hamilton, in Nuova Zelanda. All'età di 10 anni comincia a scrivere canzoni e a 12 anni suona la chitarra dal vivo, insieme al suo insegnante. Ha frequentato la Hillcrest High School a Hamilton e ha fatto parte del coro Hillcrest High Jazz. Il suo primo video musicale è stato Smile, prodotto per lo show televisivo per bambini What Now.
Ha debuttato nel 2005 con il singolo Deep for You, seguito nel 2007 da Simply on My Lips, attirando l'attenzione del produttore Mark Richardson e della sua casa discografica Forum 5, con sede a Melbourne.
Nel 2010 vengono pubblicati i singoli Settle Down e Cameo Lover con l'etichetta Forum 5, che saranno successivamente inseriti nel suo primo album.
Nel luglio del 2011 Kimbra raggiunge il successo internazionale grazie alla collaborazione con Gotye nel singolo Somebody That I Used to Know, estratto dall'album Making Mirrors di quest'ultimo. Il brano ha raggiunto il vertice delle classifiche dei singoli di quasi tutti i paesi in cui è stato pubblicato. Nell'agosto dello stesso anno viene pubblicato il singolo Good Intent.
Nello stesso anno viene pubblicato l'album d'esordio della cantante, Vows, uscito per l'etichetta discografica Warner Bros. Records. L'album esce il 29 agosto 2011 in Nuova Zelanda e il 2 settembre dello stesso anno in Australia, riscuotendo un buon successo commerciale in entrambi i paesi. Dopo aver raggiunto il terzo posto della classifica neozelandese e il quarto in quella australiana, l'album rimane in entrambe le classifiche per oltre trenta settimane. Vows viene inoltre certificato disco di platino sia dall'Australian Recording Industry Association, in virtù delle oltre 70 000 copie distribuite in Australia, sia dalla Recording Industry Association of New Zealand, a seguito delle 15 000 copie vendute nel paese d'origine della cantante. In Nuova Zelanda l'album è stato il decimo più venduto nel corso dell'anno tra quelli di artisti non stranieri.
Il 4 maggio 2012 esce il singolo Warrior, che la vede collaborare con Mark Foster (membro della band indie pop Foster the People) e il DJ canadese A-Trak. Nel frattempo, il singolo With My Hands è stato inserito nella colonna sonora del film d'animazione di Tim Burton Frankenweenie.
Nel novembre 2012, Kimbra viene nominata all'evento annuale dei New Zealand Music Awards, atto a premiare i principali successi musicali nel territorio neozelandese, trionfando nelle categorie "miglior artista femminile" e "miglior album pop" per Vows. Nello stesso mese si esibisce a un evento esclusivo organizzato dal brand di successo Calvin Klein finalizzato a premiare il direttore creativo dei capi d'abbigliamento femminili, Francisco Costa.
All'inizio del 2013, continua a promuovere la musica eseguendo performance dal vivo, soprattutto in Australia. Nel febbraio, alla 55ª edizione dei Premi Grammy, il brano Somebody That I Used to Know si rivela essere uno fra i più premiati: è vincitore anche dell'ambita categoria "registrazione dell'anno". Poco dopo, a giugno, il cantautore americano John Legend rende pubblico il brano Made to Love, in collaborazione con Kimbra, che viene inserito nell'album del primo Love in the Future.
Oltre alla lavorazione del secondo album in studio, avvenuta tra il 2013 e il 2014, la cantante si è attivamente dedicata anche a un'organizzazione non-profit chiamata So They Can tanto da divenirne l'ambasciatrice principale. So They Can mirava alla costituzione dell'istruzione in Nuova Zelanda, Australia e Kenya attraverso microfinanziamenti.

## Discografia parziale

### Album in studio
- 2011 – Vows
- 2014 – The Golden Echo
- 2018 – Primal Heart
- 2023 – A Reckoning

### Singoli
| Titolo                 | Anno di pubblicazione | Album           |
| ---------------------- | --------------------- | --------------- |
| Deep For You           | 2005                  | /               |
| Simply On My Lips      | 2007                  | /               |
| Settle Down            | 2010                  | Vows            |
| Cameo Lover            | 2011                  | Vows            |
| Good Intent            | 2011                  | Vows            |
| Warrior                | 2012                  | Vows            |
| Two Way Street         | 2012                  | Vows            |
| Come into My Head      | 2012                  | Vows            |
| 90s Music              | 2014                  | The Golden Echo |
| Miracle                | 2014                  | The Golden Echo |
| Love in High Places    | 2014                  | The Golden Echo |
| Goldmine               | 2015                  | The Golden Echo |
| Sweet Relief           | 2016                  | /               |
| Everybody Knows        | 2017                  | Primal Heart    |
| Top of the World       | 2017                  | Primal Heart    |
| Human                  | 2018                  | Primal Heart    |
| Version of Me          | 2018                  | Primal Heart    |
| Like They Do on the TV | 2018                  | Primal Heart    |
| Lightyears             | 2019                  | Primal Heart    |
| Save Me                | 2022                  | A Reckoning     |
| Replay!                | 2022                  | A Reckoning     |
| Foolish Thinking       | 2023                  | A Reckoning     |

## Formazione live
- Taylor Graves – tastiera, cori
- Timon Martin – chitarra, cori
- Stevie McQuinn – batteria
- Frank Abraham – basso, tastiera

### Membri passati
- Fagan Wilcox – basso, cori, sintetizzatore
- Ben Davey – tastiera, cori
- Stan Bicknell – basso

## Riconoscimenti
Grammy Award
- 2013 – Registrazione dell'anno (con Gotye)[7]
- 2013 – Miglior performance pop di un duo o un gruppo (con Gotye)[7]

ARIA Music Awards
- 2011 – Miglior artista femminile[8][9]
- 2012 – Miglior artista femminile[10]

New Zealand Music Awards
- 2011 – Critics' Choice Prize[11]
- 2012 – Album dell'anno per Vows[12]
- 2012 – Miglior artista femminile[12]
- 2012 – Rivelazione dell'anno[12]
- 2012 – Miglior album pop per Vows[12]
- 2012 – Premio per il successo internazionale[12]

International Songwriting Competition
- 2010 – Primo posto nella categoria "Pop/Top 40" per il singolo Settle Down[13]
- 2011 – Grand Prize nella categoria "Pop/Top 40" per il singolo Cameo Lover[13][14]
- 2012 – Primo posto nella categoria "Pop/Top 40" per il singolo Good Intent[15]